# Amalienpark
Der Amalienpark ist eine Wohnparkanlage im Berliner Ortsteil Pankow. Er liegt zwischen der Wolfshagener und der Breiten Straße und ist 3000 m² groß. Der Park umfasst sowohl die eigentliche Grünanlage als auch die Randbebauung. Sie erhielt ihren Namen zu Ehren der Prinzessin Amalie von Preußen, der Schwester Friedrichs des Großen, die von 1723 bis 1787 lebte.

## Geschichte
In der Bebauungsplanung des damaligen Berliner Vorortes Pankow war der Amalienpark als Stadtplatz vorgesehen, wie es bei enger Wohnbebauung aus Brandschutzgründen Vorschrift war. Im Jahr 1897 erhielt der Architekt Otto March den Auftrag, den Platz umzugestalten und die daran angrenzende Wohnparkanlage im Landhausstil zu errichten. So entstand eine kleine Parklandschaft und eine beispielhafte Wohnanlage, die eine der ersten zwei- bzw. dreigeschossigen Mietshäuser in einzeln stehenden Gebäuden darstellte mit einem Garten im Umfeld.
Das Bauensemble bestand ursprünglich aus neun Wohnhäusern, gruppiert auf der Parkfläche, die mittels einer zweistreifigen Privatstraße erschlossen wird. Eines der Gebäude (Amalienpark 4/5) wurde im Zweiten Weltkrieg teilweise zerstört.
Von 1976 bis zu ihrem Tod 2011 wohnte dort die Schriftstellerin Christa Wolf.
Im Jahr 1990 übernahm die Cajewitz-Stiftung die Rekonstruktion der Wohnparkanlage und nach zehn Jahren war der Originalzustand des Ensembles wiederhergestellt. Die Sandsteinplastik Maske der Medea von Christine Dewerny wurde 1996 neu aufgestellt und ist die zweite Skulptur neben dem 1976 hier eingeweihten Sitzenden Liebespaar von Carin Kreuzberg.